# Vendeuvre-du-Poitou
Vendeuvre-du-Poitou är en kommun i departementet Vienne i regionen Nouvelle-Aquitaine i västra Frankrike. Kommunen ligger i kantonen Neuville-de-Poitou som tillhör arrondissementet Poitiers. År 2018 hade Vendeuvre-du-Poitou 3 214 invånare.

## Befolkningsutveckling
Antalet invånare i kommunen Vendeuvre-du-Poitou
| Referens: INSEE |